# Séran
Séran (fr. le Séran) – niewielka rzeka we Francji, we wschodniej części południowego „końca” gór Jura, prawobrzeżny dopływ Rodanu. Długość ok. 50 km. Całość dorzecza leży w departamencie Ain.
Źródła na wysokości ok. 1200 m n.p.m., w miejscu zwanym Solives (Hotonnes), na płaskowyżu zwanym Plateau du Retord. Spływa początkowo w kierunku południowym, następnie od Artemare w kierunku południowo-wschodnim. W miejscowości Cressin-Rochefort uchodzi do Rodanu jako jego prawobrzeżny dopływ. Krótko przed ujściem do Rodanu krzyżuje się specjalnym przekopem z kanałem Rodanu (fr. le Canal du Rhône). Średni spadek 1,7% (w górnym biegu średnio 2,3% – liczne progi i wodospady, w dolnym od 0,3% do 0,06%). Średni przepływ w stacji la Bavosière (Belmont-Luthésieu, w środkowym biegu rzeki) wynosi 1,20 m³/s. Maksymalna woda pięćdziesięcioletnia (luty 1990) na tej samej stacji: 95,6 m³/s (średnia dzienna 76,5 m³/s). Rzeka posiada reżim hydrologiczny typu niwalno-fluwialnego.
Powierzchnia dorzecza Séran wynosi 308 km². Obszar dorzecza jest znacznie wydłużony w osi północ-południe. Jego długość wynosi ok. 40 km, a szerokość 10-15 km. Dorzecze jest wyraźnie asymetryczne: większość głównych dopływów rzeki to dopływy lewobrzeżne. Najdłuższym z nich jest l’Arvières (13 km). Łączna długość sklasyfikowanych cieków wodnych dorzecza wynosi ok. 270 km. 47% powierzchni dorzecza pokrywają lasy, 40% – użytki rolne, łąki i pastwiska.
Wody Séran napędzały kiedyś szereg młynów i tartaków. Obecnie poruszają generatory czterech niewielkich elektrowni wodnych. Największa z nich (Vieu-Artemare), zbudowana w 2006 roku, produkuje rocznie 11,4 GWh energii elektrycznej.